# John Wrathall
John James Wrathall, (né le 28 août 1913 à Lancaster et décédé le 31 août 1978 à Salisbury) est un homme politique rhodésien.

## Biographie

### Jeunesse
Wrathall est né à Lancaster dans le Lancashire au Royaume-Uni et étudie au sein de la Lancaster Royal Grammar School (en). Sorti diplômé en comptabilité en 1935, il émigre vers la Rhodésie du Sud l'année suivante. Il travaille ensuite au sein de l'administration rhodésienne, particulièrement au sein des services du trésor public.
En 1946 il s'installe dans la ville de Bulawayo et travaille au sein d'un cabinet privé de comptabilité. En 1949, il est élu au conseil municipal de Bulamwayo. Cinq ans plus tard, il est élu à l'Assemblée législative du sud de Bulawayo, lors des élections générales de 1954, en tant que membre du Parti de la Rhodésie Unie (en) (alors dirigé par Garfield Todd). Il se retire cependant de cette assemblée à la fin de son mandat en 1958.

### Carrière ministérielle
En 1962, il devient un des membres fondateurs du Front Rhodésien. La même année, il est élu dans la circonscription de Bulawayo Nord sous la bannière du Front Rhodésien. Reconnu comme l'un des membres les plus expérimentés du parti, il est nommé en 1963 ministre de l'Éducation Africaine. Peu après, lors de la dissolution de la Fédération de Rhodésie et du Nyassaland, il est nommé ministre de la Santé. 
En 1964, Wrathall fait partie des membres du Front Rhodésien qui renversent Winston Field et installent Ian Smith comme nouveau chef du gouvernement. Sous le gouvernement de Smith, il est promu ministre des Finances, des Postes et des Télécommunications. C'est sous son impulsion que le gouvernement rhodésien change de monnaie et adopte le dollar rhodésien en remplacement de la livre rhodésienne. Il est l'un des signataires de la Déclaration unilatérale d'indépendance de la Rhodésie le 11 novembre 1965. Le 7 septembre 1966, il devient vice-Premier ministre. Bien qu'il soit connu pour son tempérament pacifique au sein de la politique rhodésienne, il n'en demeure pas moins qu'il est l'un des personnages qui s'est le plus farouchement opposé aux sanctions imposées par les Nations Unies après la déclaration d'indépendance.
En juillet 1973, il est démis de son ministère des Postes et Télécommunications. Il conserve néanmoins le ministère des Finances. En 1975, il présente son 12e et dernier budget consécutif en tant que ministre des Finances. C'est alors l'homme politique rhodésien qui a le plus occupé cette fonction.

### Présidence
En 1976, il succède à Clifford Dupont et devient le deuxième Président de Rhodésie. Le 14 janvier de la même année, il prête serment devant son Premier Ministre Ian Smith et son gouvernement. Wrathall conservera sa fonction présidentielle jusqu'à sa mort d'une crise cardiaque le 31 août 1978 à l'âge de 65 ans.